# Ana Emilia Lahitte

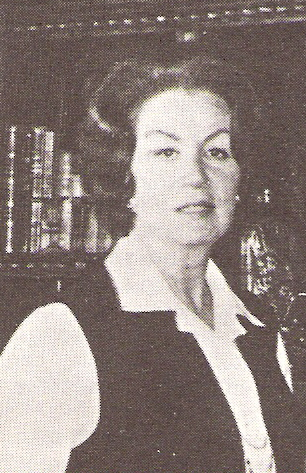
Ana Emilia Lahitte

Ana Emilia Lahitte (* 19. Dezember 1921 in La Plata; † 10. Juli 2013) war eine argentinische Schriftstellerin. Ihr Werk umfasste mehrere Genres, aber hauptsächlich Gedichte.

## Werke
- 1993 El tiempo, ese desierto demasiado extendido
- 1995 Cinco Poetas capitales: Ballina, Castillo, Mux, Oteriño y Preler
- 1997 Summa (1947-1997) (Werkausgabe)
- 2003 Insurrecciones
- Los abismos
- El cuerpo
- Cielos y otros tiempos
- Sueños sin eco
- Los dioses oscuros
- Roberto Themis Speroni

## Auszeichnungen
- 1980 Goldfüller, P.E.N.
- 1982 Goldpuma, Argentinische Stiftung für Poesie.
- 1983 Staatspreis für Poesie.
- 1994 Konex-Preis, Verdienstdiplom.
- 1997 Homero Manzi-Preis.
- 1999 Esteban Echeverría-Preis.
- 2002 „Gran Premio de Honor“ und „Goldpuma“, Argentinische Stiftung für Poesie.
- 2005 Sol del Macla-Preis, MACLA.